# Atlas Network
O Atlas Network (Rede Atlas), anteriormente conhecido como Atlas Economic Research Foundation (Fundação Atlas de Pesquisa Econômica), é uma organização não-governamental, 501(c)(3), sediada nos Estados Unidos, que promove treinamentos, conexões e subsidios para grupos libertarianistas e pro-livre mercado em todo o mundo. O Atlas Network tem parcerias com cerca de 500 organizações em quase 100 países.

## História
O Atlas Network foi fundado em 1981 pelo Sir Antony Fisher, um empresário britânico, que era influência pelo economista F.A Hayek e seu livro, O Caminho da Servidão. Depois de fundar o Institute of Economic Affairs em Londres em 1955, Fisher ajudou à estabelecer o Fraser Institute, o Manhattan Institute for Policy Research e o Pacific Research Institute em 1970. Linda Whetstone, filha de Fisher e uma liberal clássica, serviu como secretária do Atlas Network.
Em 1981, o Atlas Network ajudou o economista Hernando de Soto a fundar o Institute for Liberty and Democracy (ILD) no Peru e investiu no Institut Economique de Paris (IEP) na França. Em 1983, Fisher ajudou à lançar o National Center for Policy Analysis (NCPA) em Dallas, Texas e o Jon Thorlaksson Institute na Islândia. Essa organização foi substituída pelo Icelandic Research Centre for Innovation and Economic Growth.
O Atlas Network ajudou também à criar o Hong Kong Centre for Economic Research em 1987 e o Liberty Institute in New Delhi em 1996.
Margaret Thatcher, F. A. Hayek, e Milton Friedman apoiaram formalmente a organização. 
Fisher concebeu o Atlas Network como um meio de conectar vários think tanks através de um rede global em que as organizações poderiam compartilhar práticas e "passar as melhores pesquisas e ideias de políticas de uma para a outra". O Atlas Network seria financiada por empresas e think tanks norte americanas e europeias e organizaria organizações neoliberais no mundo em desenvolvimento. Com poucas exceções, a maioria dos think tanks afiliados foram estabelecidos com o financiamento do Atlas Network. A organização tem sido descrita como "auto-replicante, um think tank que cria outros think tanks"
O Global Go To Think Tank Index Report de 2019 e 2020, publicado pela Universidade da Pennsylvania, colocou o Atlas Network como o 54º entre os melhores think tanks dos Estados Unidos.

## Atividades

### Treinamento e relações
O Atlas Network Academy ensina indivíduos sobre gerenciamento e comunicação através de cursos baseados em crédito. Em 2020, o Atlas Network treinou cerca de 4,000 de pessoas em promoção de vozes pró-livre-mercado, preparando cerca de 900 pessoas para trabalhar nos think tanks globaia. O Philadelphia Magazine descreveu o Atlas Network como "apoiador de abordagens de livre mercado para a eliminação da pobreza e notório por sua negação do
aquecimento global e defesa da indústria do tabaco".
O Atlas Network organiza quatro Liberty Forums ('Fórums da Liberdade') regionais (na Asia, Africa, Latin America, e Europe) e uma conferência internacional nos Estados Unidos. Em dezembro de 2021, o Atlas organizou um "Fórum da Liberdade e Jantar da Liberdade" em Miami, para colaboradores de think tanks de todo o mundo. O prêmio nobel Mario Vargas Llosa e a ativista norte-corêana Yeonmi Park participaram do evento, com o ganhador do Grammy latino Yotuel Romero performando para mais de 800 participantes.
O Atlas Network tem colaborado com a F.A. Hayek Foundation na Slovaquia, a Association for Liberal Thinking na Turquia, o Lithuanian Free Market Institute, e Libertad y Desarrollo no Chile para estabelecer Free Enterprise Training Centers.
Em 2021, o Atlas Network colaborou com a ativista anti-comunista cubana Ruhama Fernandez para compartilhar história dela depois de Fernandez ser presa por criticar o governo.

### Subsídios
O Atlas Network oferece quantidade limitadas de suporte financeira para novos think tanks com base numa análise de caso. Subsídios são comumente dados para projetos específicos. Em 2020, o Atlas Network ofereceu mais de $5 milhões na forma de subsídios para apoiar sua rede de quase 500 afiliados internacionalmente.

## Financiamento
Enquanto uma organização não governamental 501(c)(3), o Atlas Network recebe doações de diferentes fundações, indivíduos, e corporações, mas não aceita financiamento governamental.
Em 2005, o Atlas Network recebeu $440,000 da ExxonMobil, e recebeu pelo menos $825,000 USD da compania de tabaco Philip Morris. Dos afiliados do Atlas Network, 57% nos Estados Ynidos receberam financiamento da indústria do tabaco. O Atlas Network recebeu financiamentos das fundações da família Koch.
Em 2020, o Atlas Network possuía uma fortuna de $15,450,264.

## Leituras adicionais
- Marie Laure Djelic: Building an architecture for political influence: Atlas and the transnational institutionalization of the neoliberal think tank. In: Christina Garsten, Adrienne Sörbom (eds.), Power, Policy and Profit. Corporate Engagement in Politics and Governance. Elgar, Cheltenham 2017, ISBN 978 1 78471 120 7